# ایگل پوینت (اورگن)
ایگل پوینت (به انگلیسی: EaglePoint) شهری در شهرستان جکسون ایالت اورگن است و در سرشماری سال ۲۰۱۱ میلادی، ۸٬۴۶۹ نفر جمعیت داشته که نسبت به سال ۲۰۱۰، ۰٫۶ درصد رشد جمعیت داشته‌است.

## موقعیت جغرافیایی
موقعیت جغرافیایی شهرها و مناطق اطراف به شرح زیر است: